# Kovalenko (Anapa)
Kovalenko (del ruso: Коваленко) es un jútor del ókrug urbano de la ciudad-balneario de Anapa del krai de Krasnodar, en el sur de Rusia. Está situado en la cabecera de un arroyo tributario del Shumaika, afluente del Gostagaika, 27 km al sudeste de la ciudad de Anapa y 109 km al oeste de Krasnodar. Tenía 5 habitantes en 2010.
Pertenece al municipio rural Gostagáyevskoye.